# Rachel McQuillan
Rachel Jane McQuillan (ur. 2 grudnia 1971 w Waratah) – australijska tenisistka, finalistka US Open w grze pojedynczej dziewcząt.
Jest zwyciężczynią pięciu turniejów deblowych WTA oraz 14 singlowych i 21 deblowych rangi ITF. W swojej karierze osiągnęła trzykrotnie półfinały gry mieszanej w turniejach wielkoszlemowych, w 1995 i 1998 we French Open oraz w 1996 w US Open, za każdym razem w parze z Davidem Macphersonem. Razem z Nicole Bradtke zdobyła brązowy medal w grze deblowej na igrzyskach olimpijskich w Barcelonie w 1992 roku.

## Finały turniejów WTA
| Legenda                | Legenda |
| ---------------------- | ------- |
| Wielki Szlem           |         |
| Igrzyska olimpijskie   |         |
| WTA Tour Championships |         |
| 1988 – 2008            |         |
| Kategoria I            |         |
| Kategoria II           |         |
| Kategoria III          |         |
| Kategoria IV           |         |
| Kategoria V            |         |

### Gra pojedyncza (0–6)
| Końcowy wynik | Nr | Data             | Turniej   | Nawierzchnia | Przeciwniczka        | Wynik finału  |
| ------------- | -- | ---------------- | --------- | ------------ | -------------------- | ------------- |
| Finalistka    | 1. | 17 września 1989 | Ateny     | Ceglana      | Cecilia Dahlman      | 3:6, 6:1, 5:7 |
| Finalistka    | 2. | 7 stycznia 1990  | Brisbane  | Twarda       | Natalla Zwierawa     | 4:6, 0:6      |
| Finalistka    | 3. | 16 września 1990 | Kitzbühel | Ceglana      | Claudia Kohde-Kilsch | 6:7(5), 4:6   |
| Finalistka    | 4. | 26 maja 1991     | Strasburg | Ceglana      | Radka Zrubáková      | 6:7, 6:7      |
| Finalistka    | 5. | 5 stycznia 1992  | Brisbane  | Twarda       | Nicole Provis        | 3:6, 2:6      |
| Finalistka    | 6. | 15 stycznia 1994 | Hobart    | Twarda       | Mana Endō            | 1:6, 7:6, 4:6 |

## Wygrane turnieje ITF

### Gra pojedyncza (14)
|     | Data       | Turniej   | Kat. | ($)    | Naw.      | Finalistka          | Wynik              |
| 1.  | 30/11/1987 | Sydney    | ITF  | 10 000 | trawiasta | Kristine Kunce      | 6:4, 4:6, 6:3      |
| 2.  | 21/03/1988 | Melbourne | ITF  | 10 000 | twarda    | Kate McDonald       | 6:4, 7:6           |
| 3.  | 14/03/1988 | Adelaide  | ITF  | 10 000 | twarda    | Michelle Bowrey     | 7:6, 7:6           |
| 4.  | 17/04/1989 | Caserta   | ITF  | 25 000 | ziemna    | Emanuela Zardo      | 4:6, 7:6, 64       |
| 5.  | 24/04/1989 | Monviso   | ITF  | 25 000 | ziemna    | Natalija Medwediewa | 7:6, 6:1           |
| 6.  | 17/08/1997 | Bronx     | ITF  | 25 000 | twarda    | Erika de Lone       | 6:1, 6:4           |
| 7.  | 12/10/1997 | Sedona    | ITF  | 50 000 | twarda    | Sandra Dopfer       | 6:3, 7:6           |
| 8.  | 28/11/1999 | Nuriootpa | ITF  | 25 000 | twarda    | Trudi Musgrave      | 6:4, 6:2           |
| 9.  | 05/03/2000 | Bendigo   | ITF  | 25 000 | twarda    | Jaslyn Hewitt       | 7:5, 4:6, 7:5      |
| 10. | 23/04/2000 | Fresno    | ITF  | 25 000 | twarda    | Marie-Ève Pelletier | 6:1, 6:1           |
| 11. | 22/10/2000 | Brisbane  | ITF  | 25 000 | twarda    | Evie Dominikovic    | 5:4, 4:1, 2:4, 4:2 |
| 12. | 26/11/2000 | Nuriootpa | ITF  | 25 000 | twarda    | Marlene Weingärtner | 6:4, 6:3           |
| 13. | 03/11/2002 | Dalby     | ITF  | 25 000 | twarda    | Evie Dominikovic    | 6:4, 6:7, 7:5      |
| 14. | 02/03/2003 | Bendigo   | ITF  | 25 000 | twarda    | Yuka Yoshida        | 6:0, 6:2           |

## Finały juniorskich turniejów wielkoszlemowych

### Gra pojedyncza (0–2)
| Końcowy wynik | Rok  | Turniej | Nawierzchnia | Przeciwniczka     | Wynik finału |
| Finalistka    | 1988 | US Open | Twarda       | Carrie Cunningham | 5:7, 3:6     |
| Finalistka    | 1989 | US Open | Twarda       | Jennifer Capriati | 2:6, 3:6     |

### Gra podwójna (2–1)
| Końcowy wynik | Rok  | Turniej         | Nawierzchnia | Partnerka     | Przeciwniczki                      | Wynik finału  |
| Zwyciężczyni  | 1988 | Australian Open | Twarda       | Jo-Anne Faull | Kate McDonald Rennae Stubbs        | 6:1, 7:5      |
| Zwyciężczyni  | 1988 | Wimbledon       | Trawiasta    | Jo-Anne Faull | Alexia Dechaume Emmanuelle Derly   | 4:6, 6:2, 6:3 |
| Finalistka    | 1989 | US Open         | Twarda       | Jo-Anne Faull | Jennifer Capriati Meredith McGrath | 0:6, 3:6      |